# 바람의 성흔
바람의 성흔(風の聖痕, Kaze no Stigma)은 야마토 타카히로가 쓰고 난토 하나마루가 그림을 그린 일본의 라이트 노벨 시리즈이다. 2009년 7월 20일 야마토의 죽음 이후, 이야기는 12권으로 미완으로 남아 있다. 사카타 주니치가 감독하고 곤조가 애니메이션을 제작한 24부작 애니메이션으로 2007년 4월부터 9월까지 방영되었다.
라이트노벨, 만화, 애니메이션, 롤플레잉 게임 등 여러가지로 출시되었다.